# Real Sporting de Gijón
Real Sporting de Gijón (normalt bare kaldt Sporting Gijón) er en spansk fodboldklub fra Gijón, der spiller i La Liga. Klubben rykkede op hertil i 2008, efter at være sluttet på 3. pladsen i den næstbedste række, Segunda División. Sporting Gijón blev stiftet i 1905 og spiller sine hjemmekampe på El Molinón.
Klubben har aldrig vundet nogen titler, men har to gange været i finalen i den spanske pokalturnering Copa del Rey. Det var i 1981 og 1982, begge gange dog med nederlag, henholdsvis til FC Barcelona og Real Madrid

## Kendte spillere
- Francisco Aguilar
- Mario Stanic
- Luis Enrique
- David Villa